# Sejtkapcsoló struktúra
A sejtkapcsoló struktúrák a sejtek felszínén található, elektronmikroszkóppal látható szerkezetek, melyek szerepe a szomszédos sejtek közötti mechanikai kapcsolat és kommunikáció biztosítása, valamint a sejtek környezetükhöz való rögzítése. Fontos megjegyezni, hogy a sejtkapcsoló molekulák gyakran nem rendeződnek össze az itt tárgyalt szerkezetekké, hanem jóval diffúzabban helyezkednek el a sejthártyán. Az alábbi csoportosítás az emlősökre vonatkozik.
Mechanikai kapcsolóstruktúrák:
- zonula adherens (adherens junction): a hámsejtek oldalsó felületén övszerűen körbefutó szerkezet, mely szomszédos sejteket kapcsol össze; ehhez hasonló, de sávszerűen elhelyezkedő struktúra a fascia adherens; a fokális kontaktus pedig foltszerű alakot ölt, és a kötőszövethez kapcsolja a sejtet
- dezmoszóma (macula adherens): sejtek közötti foltszerű kapcsolóstruktúra
- hemidezmoszóma: a sejteket a környező kötőszövethez, különösen az alaphártyához rögzítő foltszerű szerkezet
- fokális kontaktus (adhéziós plakk): a zonula adherens-hez hasonló, de a sejt–kötőszövet kapcsolatban részt vevő szerkezet, mely a sejtek amöboid mozgásában is szerepet játszik

Diffúziós gát jellegű kapcsolóstruktúra:
- zonula occludens (tight junction = szoros illeszkedés): a sejt oldalán övszerűen körbefutó szerkezet, melynek segítségével a szomszédos sejtek olyan szorosan kapcsolódnak össze, hogy lehetetlenné váljék a sejtek közötti résen történő szabad anyagáramlás, a diffúzió

Kommunikációs sejtkapcsoló struktúra:
- réskapcsolat (macula communicans, gap junction, nexus): foltszerű szerkezet, mely a szomszédos sejtek között számos pórust képez, amiken ionok és más kis méretű molekulák áramolhatnak át egyik sejtből a másikba

## Ábrák

Zonula adherens
Dezmoszóma
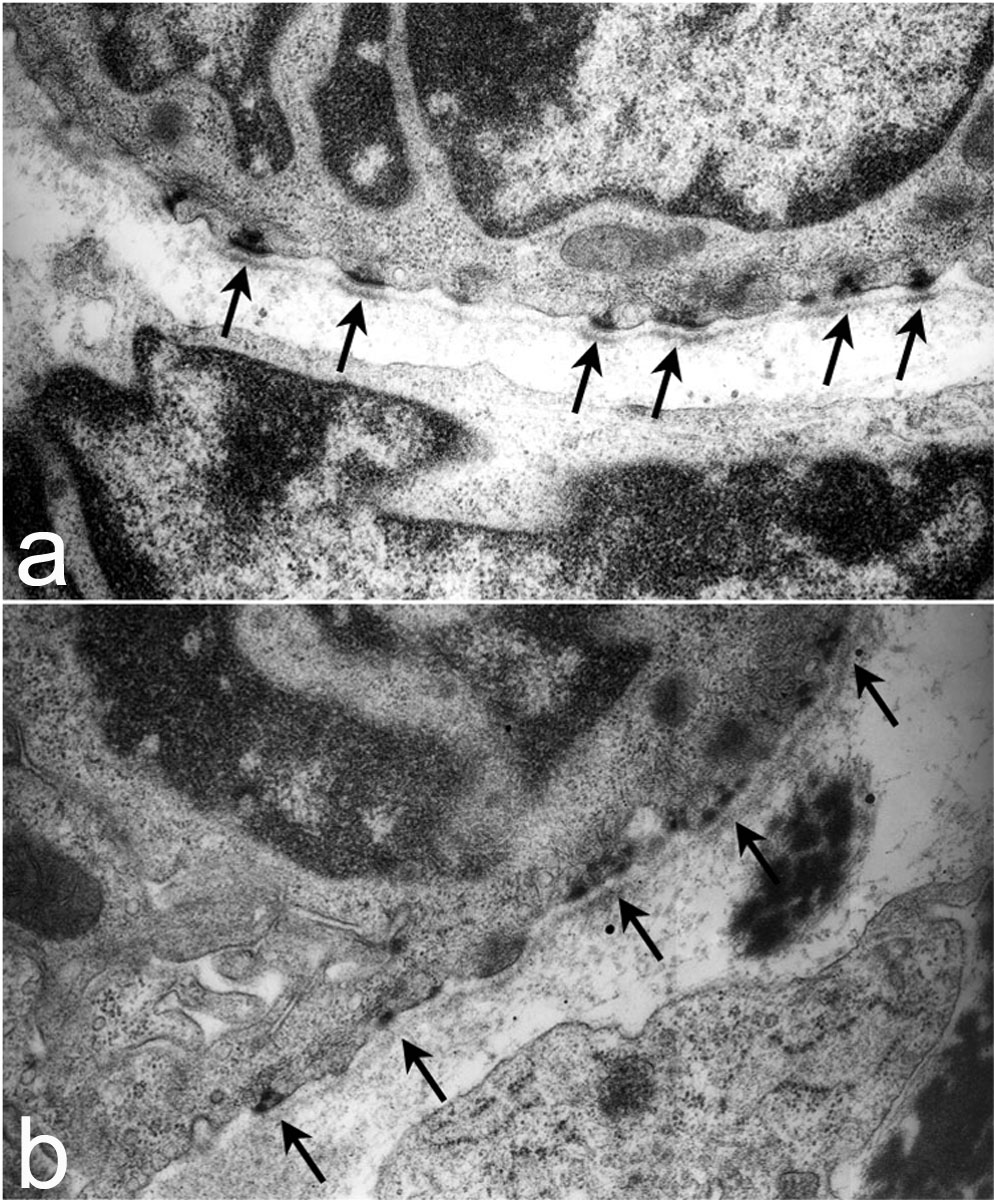
Hemidezmoszóma
Zonula occludens
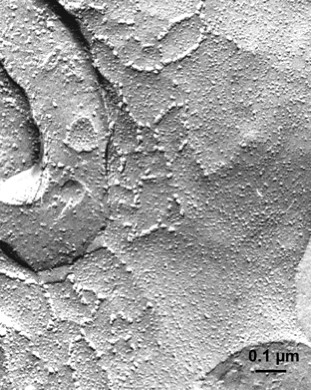
Zonula occludens
Réskapcsolat